# IC 1666
IC 1666 est une galaxie spirale située dans la constellation des Poissons. Sa vitesse par rapport au fond diffus cosmologique est de (4593 ± 20) km/s, ce qui correspond à une distance de Hubble de 67,8 ± 4,8 Mpc (∼221 millions d'al). IC 1666 a été découverte par l'astronome français Stéphane Javelle en 1903.

## Groupe de NGC 452
IC 1666 fait partie du groupe de NGC 452 dont les membres sont indiqués dans un article d'Abraham Mahtessian paru en 1998. Ce sont NGC 379, NGC 380, NGC 382, NGC 383, NGC 384, NGC 385, NGC 399, UGC 714, UGC 724, NGC 452, IC 1652 et IC 1654.

## Groupe de NGC 507
IC 1666 fait aussi partie du groupe de NGC 507. Ce vaste groupe comprend au moins 42 galaxies dont 21 figurent au catalogue NGC et 5 au catalogue IC. Quatre membres de ce groupe sont aussi des galaxies de Markarian. La plus brillante de ces galaxies est NGC 507 et la plus grosse NGC 536.
IC 1666 est seule galaxie commune au groupe de NGC 452 et au groupe de NGC 507, mais elle ne figure évidemment pas dans la liste des galaxies du groupe de NGC 452 publiée par Garcia. Soulignons que ces deux groupes sont rapprochés l'un de l'autre. En effet le groupe de NGC 452 est à environ 228 millions d'années-lumière de la Voie lactée alors que celui de NGC 507 est à 220 millions d'années-lumière.